# Cyril E. Black
Cyril Edwin Black (ur. 1915 w Bryson City, zm. 1989 w Princeton) – amerykański historyk, badacz dziejów Rosji. 

## Życiorys
Był synem Bułgarki i Amerykanina. Dzieciństwo spędził w Bułgarii i Turcji. Doktorat na Uniwersytecie Harvarda. Od 1939 do śmierci wykładowca Uniwersytetu Princeton. Od 1975 członek Amerykańskiej Akademii Sztuk i Nauk. Zajmował się procesami modernizacyjnymi Rosji.  

## Wybrane publikacje
- Challenge in Eastern Europe: 12 essays, New Brunswick: Rutgers University Press 1954.
- (współautor: E. C. Helmreich) Twentieth century Europe: a history, New York: A.A. Knopf 1961.
- The dynamics of modernization: a study in comparative history, New York: Harper and Row 1966.